# Brodek u Prostějova
Brodek u Prostějova, bis 1948 Brodek (deutsch Prödlitz) ist eine Minderstadt in Tschechien. Sie liegt zwölf Kilometer südlich von Prostějov und gehört zum Okres Prostějov.

## Geographie
Brodek u Prostějova befindet sich am östlich des Drahaner Berglandes in der Hanna. Das Städtchen liegt an der Mündung des Baches Ondratický potok in die Brodečka. Am östlichen Ortsrand verläuft die Autobahn D 46.
Nachbarorte sind Dětkovice und Vranovice im Norden, Dobrochov im Nordosten, Kobeřice im Osten, Hradčany, Dobromilice, Doloplazy und Dřevnovice im Südosten, Želeč im Süden, Drysice und Ondratice im Südwesten, Sněhotice im Westen sowie Kobylničky und Otaslavice im Nordwesten.

## Geschichte
Die erste schriftliche Erwähnung von Brodek erfolgte 1334. Noch im 14. Jahrhundert wurde der Ort zum Städtchen erhoben.
Im Jahre 1961 wurden Sněhotice und Familie eingemeindet. Der Status als Městys wurde am 10. Oktober 2006 erneuert.

## Gemeindegliederung
Brodek u Prostějova besteht aus den Ortsteilen Brodek u Prostějova (Prödlitz) und Sněhotice (Sniehotitz) sowie dem Weiler Familie.
Das Gemeindegebiet gliedert sich in die Katastralbezirke Brodek u Prostějova und Sněhotice.

## Einzelnachweise

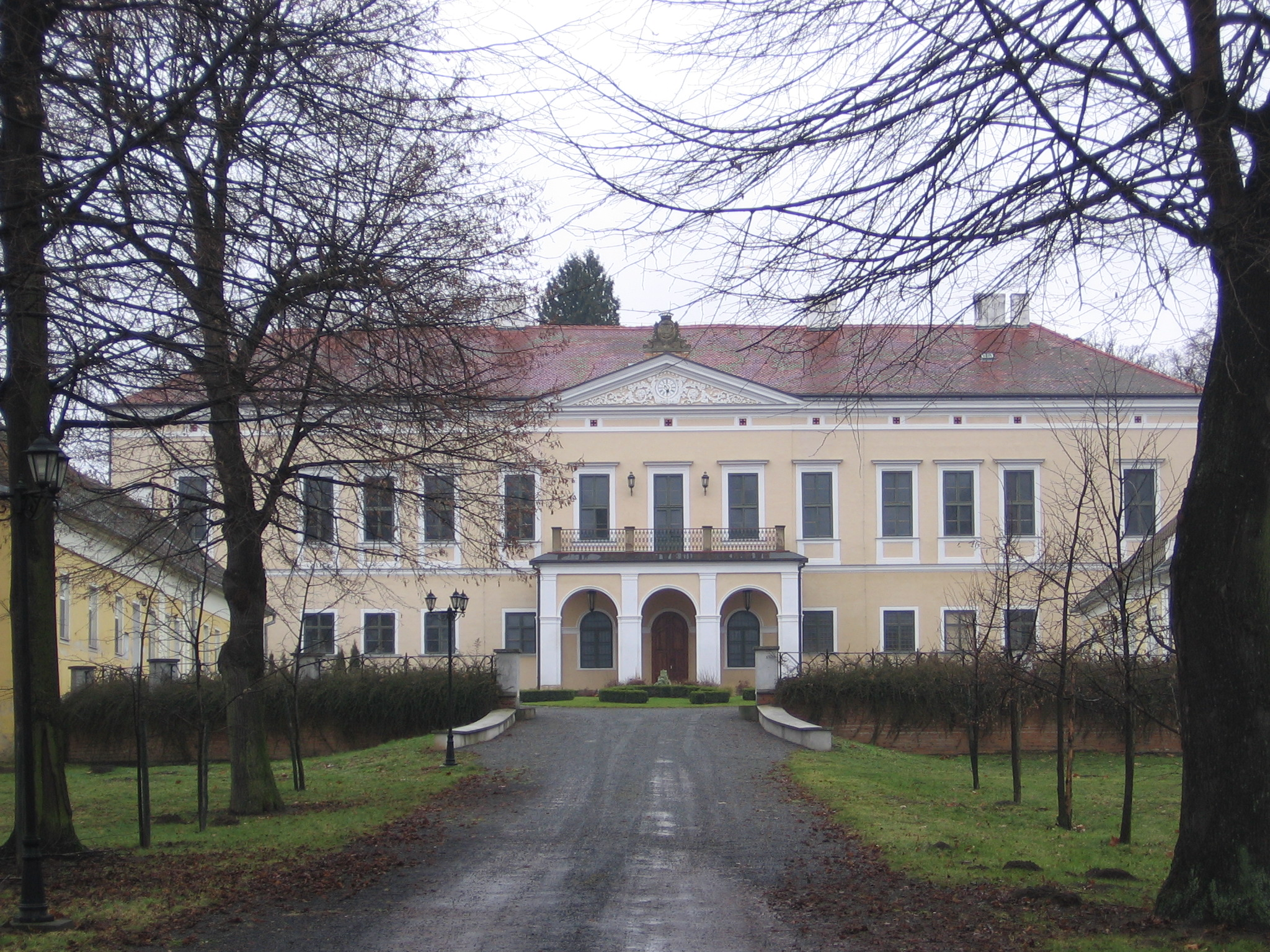
Schloss Brodek